# Stenocercus guentheri
Stenocercus guentheri är en ödleart som beskrevs av  George Albert Boulenger 1885. Stenocercus guentheri ingår i släktet Stenocercus och familjen Tropiduridae. Inga underarter finns listade i Catalogue of Life.